# Steve Israel
Steve J. Israel (New York, 30 maggio 1958) è un politico statunitense, membro della Camera dei Rappresentanti per lo stato di New York dal 2001 al 2017.

## Biografia
Originario di Brooklyn, Israel si laureò alla George Washington University e successivamente entrò in politica come membro democratico del consiglio comunale di Huntington.
Quando nel 2000 il deputato repubblicano Rick Lazio si candidò al Senato contro Hillary Clinton, Israel decise di concorrere per il seggio lasciato vacante e vinse le elezioni con il 48% dei voti.
Steve Israel è un democratico moderato; membro della New Democrat Coalition, votò a favore dell'invasione dell'Iraq.
Sposato con il giudice Marlene Budd, Israel ha due figlie, Carly ed Elana.